# Береговая, Ярослава Дмитриевна
Ярослава Дмитриевна Береговая (род. 21 ноября 1994, Санкт-Петербург, РФ) — российский спортивный деятель акробатического рок-н-ролла, чемпионка Мира, трёхкратная чемпионка России, МСМК. Спортсменка, тренер, судья, функционер в национальной федерации (ФТСАРР) по акробатическому рок-н-роллу.

## Биография
Родилась 21 ноября 1994 года в Санкт-Петербурге, закончила гимназию № 205.
Начала заниматься акробатическим рок-н-роллом в СПб в клубе «Стиль» в 2001 году. Где до момента окончания карьеры в качестве спортсмена, тренировалась под руководством Заслуженных тренеров России: Алексея и Натальи Ушаковых.
По версии цифрового генеалогического онлайн-сервиса Familio.org входит в пятёрку  известных людей - обладателей фамилии Береговой/ая

## Карьера

### Тренерская
Является тренером клуба «Стиль» с 2012 года.
Воспитанники

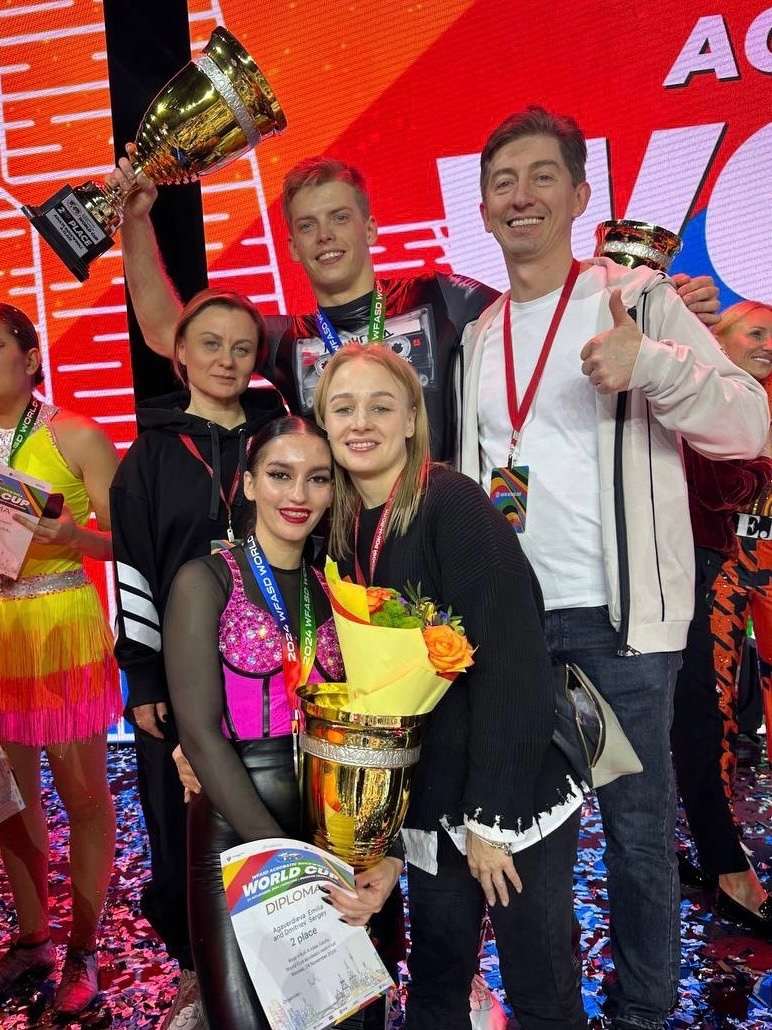
Тренер Береговая Ярослава с воспитанниками на вручении серебряного Кубка мира по акробатическому рок-н-роллу в дисциплине «А класс-микст» мужчины и женщины Дмитриевым Сергеем и Агавердиевой Эмилией

- пара Коваленко-Клычкова Екатерина и Малыгин Михаил — завоевали серебряный Кубок Мира 2019 года (Сочи, РФ) в категории «Юноши» (RRY— по международной классификации)[9][11][12][13].
- пара Игорь Иванов и Полина Стрелова — завоевали I место на Всероссийских соревнованиях прошедших в ноябре 2020 в Раменском (Московская область) в дисциплине «В класс-микст» среди мужчин и женщин[14]
- пара Андрей Смирнов и Ирина Крюкова — завоевали I место на Всероссийских соревнованиях (Этап Кубка ФТСАРР) прошедших 19-21 марта 2021 (в г. Казань) в дисциплине «В класс-микст» мальчики и девочки[15][16][17]
- пара Дмитриев Сергей и Агавердиева Эмилия — завоевали бронзовый Кубок Мира 2021 года (Грац, Австрия) в категории «А класс-микст» мужчины и женщины (MCCS — по международной классификации)[18][19][20]
- пара Морозов Михаил и Ращеперина Анастасия — завоевали бронзовый Кубок Мира 2021 года (Любляна, Словения) в шоу программе (RR-Couple Dance Show — по международной классификации)[21][22][23]
- пара Ядгаров Самат и Ращеперина Анастасия — завоевали серебряный Кубок Мира 2024 года (Санкт-Петербург, РФ) в категории «B класс-микст» мужчины и женщины[24][25][26]
- пара Дмитриев Сергей и Агавердиева Эмилия — завоевали серебряный Кубок Мира 2024 года (Москва, РФ) в категории «А класс-микст» мужчины и женщины (MCCS — по международной классификации)[27][28][29]
- спортсменам пары Дмитриев Сергей и Агавердиева Эмилия присвоено спортивное звание «Мастер спорта России»[30][31][32]
- команда Step Up завоевала I место на Всероссийских соревнованиях в марте 2025 года (в г. Казань) в дисциплине  «Формейшн-микст» юниоры и юниорки[33][34]

### Судейская

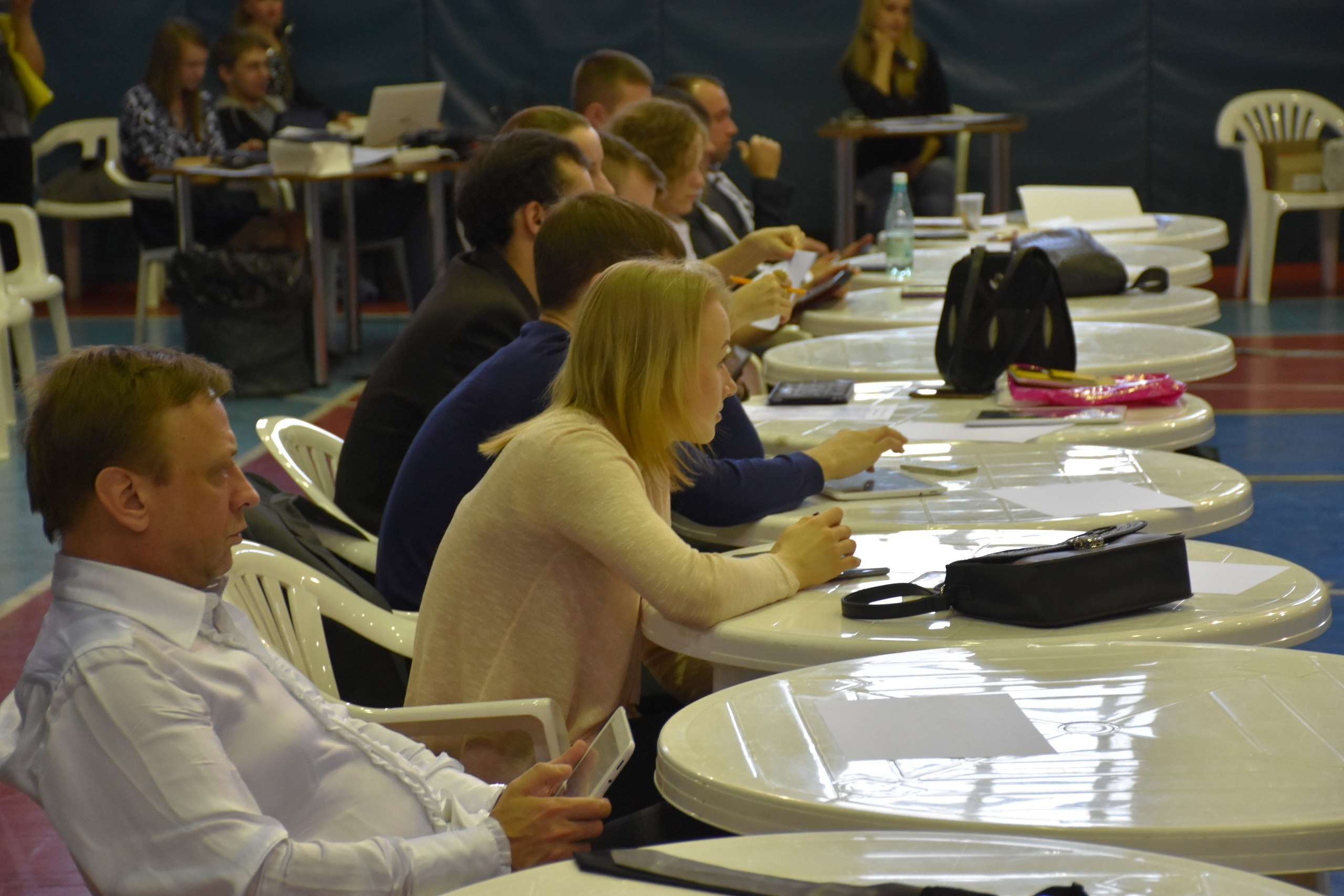
Судейская работа Береговой Ярославы в составе судейской бригады на региональных соревнованиях 2017

Входит в состав Судейского корпуса СПб, спортивный судья третьей (3К) квалификационной категории с 2016 года.
С 2021 года — является спортивной судьёй первой (1К) квалификационной категории

### Функционера
Вошла в состав Комитета спортсменов ФТСАРР в 2018 году.

## Спортивные достижения

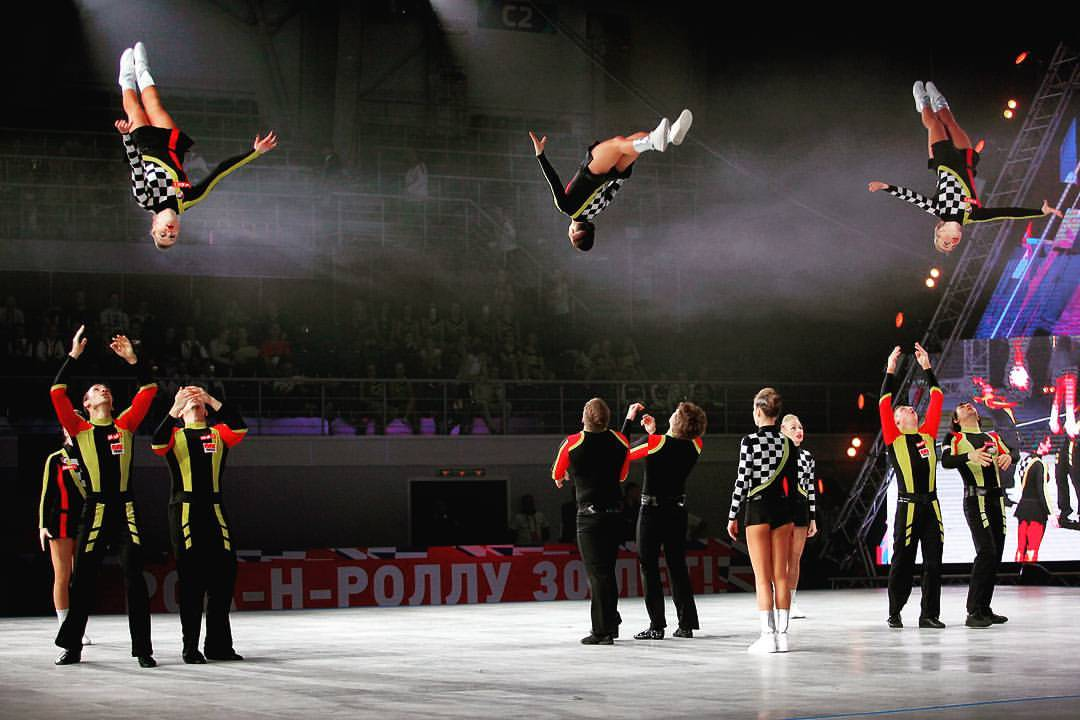
«Style Peppers» во время выступления на ЧМ 2016 принесшего команде Серебро

По состоянию на 21 ноября 2018 года в составе команды «Charm» (клуб «Стиль») занимала 1-е место в национальном рейтинге (ФТСАРР) по дисциплине «Формейшн» женщины
Чемпионка Мира 2017 года (Чемпионат Мира 2017 Будапешт, Венгрия) в дисциплине «Формейшн» женщины(RGM — по международной классификации) в составе команды «Charm» клуба «Стиль».
Серебряный призёр Чемпионата Мира 2016 (Сочи, РФ) года в дисциплине «Формейшн-микст» мужчины и женщины(RFM — по международной классификации) в составе команды «Style Peppers» клуба «Стиль».
Бронзовый призёр Чемпионата Мира 2015 года (СПб, РФ) в дисциплине «Формейшн» женщины(RGM) в составе команды «Charm» клуба «Стиль».
Бронзовый призёр Чемпионата Мира 2018 года (Шаффхаузен, Швейцария) в дисциплине «Формейшн» женщины(RGM) в составе команды «Charm» клуба «Стиль».
Бронзовый призёр Чемпионата Мира 2019 года (Прага, Чехия) в дисциплине «Формейшн» женщины(RGM) в составе команды «Charm» клуба «Стиль».
Серебряный призёр Кубка Мира 2018 года (Любляна, Словения) в дисциплине «Формейшн» женщины(RGM) в составе команды «Charm» клуба «Стиль».
Бронзовый призёр Кубка Мира 2014 года (Римни, Италия) в дисциплине «Формейшн» женщины(RGM) в составе команды «Charm» клуба «Стиль».
Чемпионка России сезона 2016/2017 в дисциплине «Формейшн-микст» мужчины и женщины в составе команды «Style Peppers» клуба «Стиль».
Чемпионка России сезона 2017/2018 «Формейшн» женщины в составе команды «Charm» клуба «Стиль».
Чемпионка России сезона 2018/2019 «Формейшн» женщины в составе команды «Charm» клуба «Стиль».
20 ноября 2016 года на Чемпионате Мира (прошедшем в г. Сочи) в дисциплине «Формейшн-микст» мужчины и женщины, завоевав в составе команды «Style Peppers» — серебро, поделила всемирный пьедестал почёта с Екатериной Тихоновой, получившей в составе команды «Rock Comets» мировой чемпионский титул.

## Награды и звания
Мастер спорта России международного класса — (02 октября 2018 г.).